# Списак градова у Новом Зеланду
Након реформи локалне владе 1989. године, термин „град“ има два значења на Новом Зеланду. Пре 1989. насељено место са преко 200.000 становника је проглашавано градом. Границе града су се завршавале на границама самог места, тако да је била мала разлика између урбаних површина и површина локале управе.
1989. године структура локалне владе је значајно рационализована. Нови окрузи и насељена места су покривали значајније више места и обухватали су и урбане и руралне површине. Многа места која су до тада имали градска већа, од сада су пребачени у округе.
Списак градова на Новом Зеланду према подацима из 30. јуна 2007. године:

## Списак
| Град            | Становништво |
| Окланд          | 1.294.000    |
| Велингтон       | 379.000      |
| Крајстчерч      | 378,700      |
| Хамилтон        | 163.900      |
| Данидин         | 114.600      |
| Тауранга        | 114.200      |
| Палмерстон Норт | 79.300       |
| Хејстингс       | 64.600       |
| Нелсон          | 58.300       |
| Нејпијер        | 57.900       |
| Роторуа         | 55.500       |
| Њу Плимут       | 51.000       |
| Фангареј        | 50.900       |
| Инверкаргил     | 47.900       |
| Вангануј        | 39.800       |
| Гизборн         | 33.600       |